# Premio Carl Friedrich Gauss

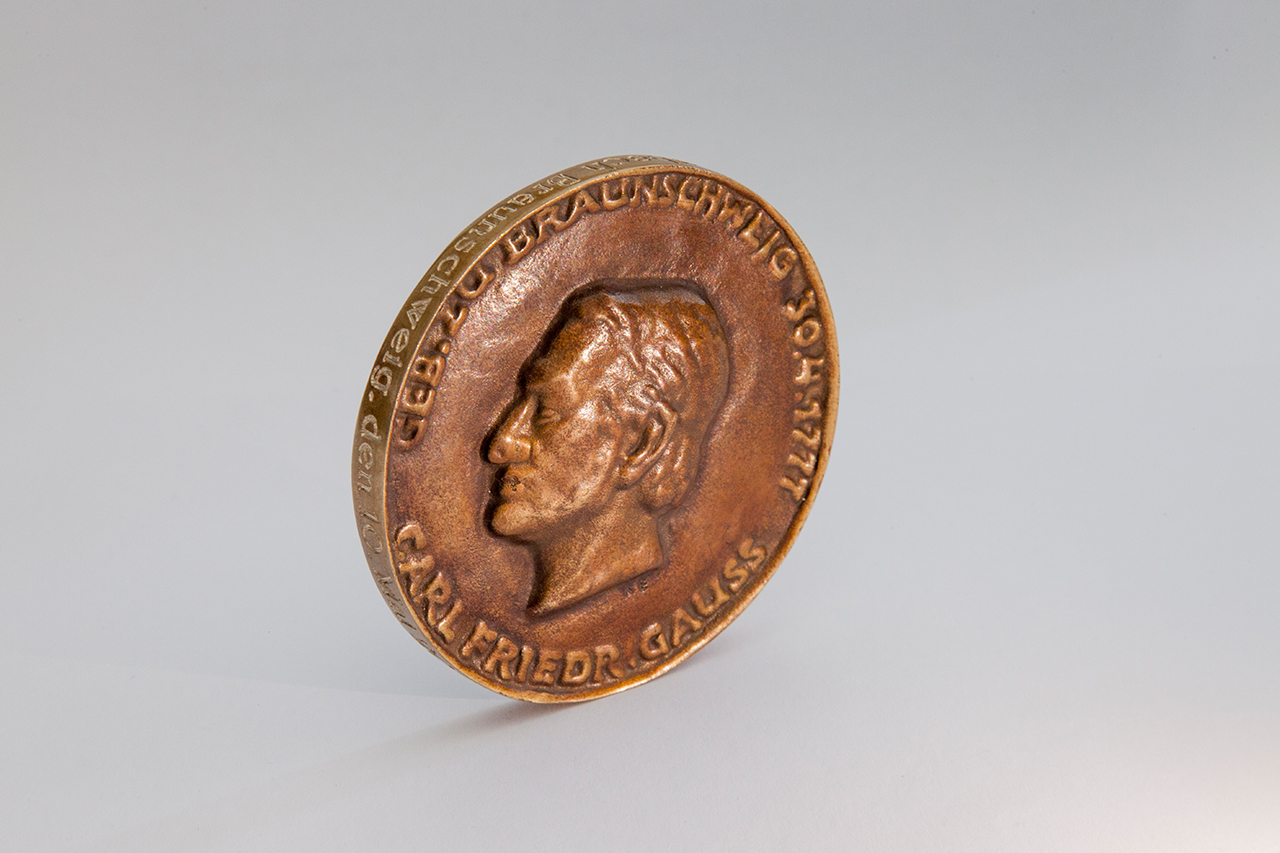
Premio Carl Friedrich Gauss

El Premio Carl Friedrich Gauss  por las matemáticas aplicadas es un premio de matemáticas, otorgado en conjunto por la Unión Matemática Internacional (IMU) y la  Sociedad Matemática Alemana por «contribuciones matemáticas relevantes con aplicaciones significativas fuera de las matemáticas». Nombrado en honor al matemático alemán Carl Friedrich Gauss, es otorgado cada cuatro años durante el Congreso Internacional de Matemáticos. El premio consiste en una medalla y un cheque de 10,000 €. No hay límite de edad (contrariamente a la medalla Fields).
El anuncio oficial del premio se llevó a cabo el 30 de abril de 2002, el aniversario 225 del nacimiento de Gauss, y fue otorgado por primera vez en 2006. El premio está dedicado específicamente al reconocimiento de los matemáticos y a honrar a quienes han influido en campos fuera del área de las matemáticas, como los negocios, tecnología o simplemente en la vida diaria.

## Laureados
- 2006 Kiyoshi Itō
- 2010 Yves Meyer[1]
- 2014 Stanley Osher
- 2018 David L. Donoho
- 2022 Elliott Lieb